# Passivo a descoberto
Passivo a Descoberto é o termo contabilístico que denota quando o valor da soma de bens e direitos não cobre o valor da soma das obrigações contraídas, ou seja, o Passivo (P) supera o Ativo (A). Sendo P > A, na equação contábil PL (Patrimônio Líquido) = A - P, conclui-se que PL < 0. Quando este caso ocorrer, no Balanço Patrimonial a rubrica Patrimônio Líquido será substituída por Passivo a Descoberto.
Sendo assim, o lucro acumulado muda de lado. Se isso ocorrer a empresa pode vender todo o seu ativo incluindo o passivo descoberto (P.L.) e ainda assim não pagará as suas Obrigações.